# Mellieħa Bay
Mellieħa Bay (inna nazwa Ghadira Bay) - zatoka z największą piaszczystą plażą na Malcie, położona w Mellieħa, na północnym skraju Malty. Dominują płytkie wody, a plaża rozciąga się na ponad kilometr
.

## Atrakcje na miejscu
Na plaży znajduje się wypożyczalnia leżaków, parasoli i sprzętu wodnego, a także szereg barów i restauracji oraz publiczne WC. Niektóre punkty działają przez całą dobę, obsługując imprezy na plaży, w tym dyskoteki i bankiety.
Wyodrębnione części zatoki służą do uprawiania sportów wodnych, w tym windsurfingu, nurkowania, żeglarstwa oraz kajakarstwa morskiego. W trakcie sezonu turystycznego na plaży utworzone są boiska do piłki nożnej plażowej i siatkówki plażowej.

## Atrakcje w okolicy
W okolicy Mellieħa Bay można spotkać wiele atrakcji turystycznych, takich jak Wieża Świętej Agaty, posiadający punkt widokowy na okolicę oraz Sanktuarium Matki Bożej, w skład której wchodzi jeden z najważniejszych kościołów na Malcie, znajdujący się w miejscowości Mellieħa na Malcie.
Obok plaży znajduje się rezerwat przyrody Għadira, w którym dominują ptaki wodne, będące pod ochroną.

## Bezpieczeństwo
W odległości 10-15 metrów od plaży woda w morzu jest płytka.
Ratownicy i inni pracownicy Malta Tourism Authority są obecni na plaży codziennie w okresie od czerwca do września.

## Pogoda
Optymalne warunki pogodowe w zatoce występują od maja do października, gdy maksymalna temperatura powietrza przeważnie przekracza 25°C, a woda w sezonie wakacyjnym nagrzewa się do temperatury 23°C. Latem panuje sucha, słoneczna i spokojna pogoda. Opady są rzadkie.

## Dojazd
Plaża znajduje się przy drodze do Cirkewwy, jednym z głównych szlaków komunikacyjnych na Malcie. Wzdłuż ciągnącej się głównej drogi można zaparkować samochód lub wysiąść na jednym z przystanków usytuowanych tuż przy wybrzeżu.
Główne trasy autobusowe:
- Z lotniska – linia X1 (czas jazdy: ok. 1 godziny)
- Z Valletty – linie autobusowe nr 41, 42, 49 i 250 (dojazd w ok. 50 minut)
- Z jednostki administracyjnej Saint Paul’s Bay - linie autobusowe nr X1, 42, 221, 222 (dojazd 20-30 minut)
- Ze Sliemy i St. Julians – linie autobusowe nr 222 i N11 (czas jazdy 50-60 minut)
- Z Cirkewwy, dokąd kursuje prom z wyspy Gozo - linie autobusowe nr X1, 41, 42, 101, 221, 222